# 2016年香港立法會選舉工黨黨內甄選
2016年香港立法會選舉工黨黨內甄選是工黨就參加2016年香港立法會選舉決定參選人之初選。

## 機制
工黨9月立法會選舉的黨內甄選名單，將爭取全港五區出選，主席胡穗珊將落戶九龍東。工黨表示名單非最後出選名單，亦未有排先後次序，僅反眏黨員的參選意願；最後名單尚要經過3月黨內的大型諮詢會以及內部甄選機制才能作決定。

## 參選人

### 香港島
- 鄭司律
- 何秀蘭
- 麥德正

### 九龍西
- 趙仕信

### 九龍東
- 胡穗珊

### 新界西
- 夏希諾
- 趙恩來
- 李卓人

### 新界東
- 張超雄
- 郭永健